# Protolophus singularis
Protolophus singularis is een hooiwagen uit de familie Sclerosomatidae.